# Deutsche Skilanglauf-Meisterschaften 2024
Die Deutschen Skilanglauf-Meisterschaften 2024 fanden am 29. September 2023 in der Skisporthalle in Oberhof und am 23. März 2024 im Galtür statt. Es wurde ein Sprint und ein Distanzrennen ausgetragen. Die Distanzrennen sollten ursprünglich in Seefeld in Tirol stattfinden. Stattdessen wurde, nach dem Ausfall der Rennen, das Distanzrennen beim Cross Country Climb in Galtür als Meisterschaftsrennen gewertet. Die Sprintrennen in Oberhof wurden vom Thüringer Skiverband ausgerichtet.

## Ergebnisse Herren

### Sprint Freistil
| Platz | Name             | Verein          |
| ----- | ---------------- | --------------- |
| 1     | Jan Stölben      | SLV Ernstberg   |
| 2     | Anian Sossau     | SC Eisenärzt    |
| 3     | Jannis Grimmecke | NSV Wernigerode |
| 4     | Josef Fässler    | SC Scheidegg    |
| 5     | Maxim Cervinka   | Bertsdorfer SV  |
| 6     | Elias Keck       | TSV Buchenberg  |
| 7     | Maciej Staręga   | Polen           |
| 8     | Friedrich Moch   | WSV Isny        |
| 9     | Marius Bauer     | SC Oberstdorf   |
| 10    | Beda Klee        | Schweiz         |

Datum: 29. September

Am Start waren 39 Teilnehmer.

### 31,8 km Freistil
| Platz | Name               | Verein                | Zeit (h)  |
| ----- | ------------------ | --------------------- | --------- |
| 1     | Florian Notz       | SZ Römerstein         | 1:15:20,3 |
| 2     | Marius Bauer       | SC Oberstdorf         | 1:17:22,5 |
| 3     | Max Olex           | Skiclub Partenkirchen | 1:17:28,2 |
| 4     | Josef Fässler      | SC Scheidegg          | 1:17:28,4 |
| 5     | Christian Winkler  | SC Rottach-Egern      | 1:17:30,1 |
| 6     | Jakob Walther      | SSV Erfurt            | 1:17:32,5 |
| 7     | Alexander Brandner | WSV Bischofswiesen    | 1:18:33,0 |
| 8     | Paul Gräf          | WSV Asbach            | 1:18:55,1 |

Datum: 23. März
Am Start waren 71 Teilnehmer.

## Ergebnisse Frauen

### Sprint Freistil
| Platz | Name              | Verein                        |
| ----- | ----------------- | ----------------------------- |
| 1     | Coletta Rydzek    | SC Oberstdorf                 |
| 2     | Victoria Carl     | SC Motor Zella-Mehlis         |
| 3     | Katharina Hennig  | WSC Erzgebirge Oberwiesenthal |
| 4     | Lisa Lohmann      | WSV Oberhof 05                |
| 5     | Lena Keck         | TSV Buchenberg                |
| 6     | Sofie Krehl       | SC Oberstdorf                 |
| 7     | Saskia Nürnberger | VSC Klingenthal               |
| 8     | Jessica Löschke   | TSV Leuna                     |
| 9     | Monika Skinder    | Polen                         |
| 10    | Laura Gimmler     | SC Oberstdorf                 |

Datum: 29. September

Am Start waren 34 Teilnehmerinnen.

### 31,8 km Freistil
| Platz | Name                | Verein                        | Zeit (std) |
| ----- | ------------------- | ----------------------------- | ---------- |
| 1     | Laura Gimmler       | SC Oberstdorf                 | 1:22:51,8  |
| 2     | Katharina Hennig    | WSC Erzgebirge Oberwiesenthal | 1:22:55,4  |
| 3     | Sophie Lechner      | TSV Marquartstein             | 1:25:00,2  |
| 4     | Amelie Hoffmann     | WSV Isny                      | 1:27:24,1  |
| 5     | Germana Thannheimer | SV Oberstdorf                 | 1:27:47,7  |
| 6     | Pia Fink            | SV Bremelau                   | 1:28:51,4  |
| 7     | Helen Hoffmann      | WSV Oberhof 05                | 1:29:04,3  |
| 8     | Verena Veit         | SC Oberstdorf                 | 1:29:46,7  |
| 9     | Alexandra Danner    | SC Lenggries                  | 1:29:48,0  |
| 10    | Saskia Nürnberger   | VSC Klingenthal               | 1:32:06,6  |

Datum: 23. März
Am Start waren 36 Teilnehmerinnen.